# Distretto di Gurlan
Il distretto di Gurlan è uno dei 10 distretti della Regione di Xorazm, in Uzbekistan. Il capoluogo è Gurlan.